# ورزشگاه ردبول آرنا (لایپزیگ)
سنترال استادیوم (ردبول آرنا) در لایپزیگ، ساکسونی، آلمان واقع است و ورزشگاه اختصاصی تیم راسن بالسپورت لایپزیگ ئی.وی. (لایپزیک) (انگلیسی: RasenBallsport Leipzig e.V.) است. این تیم در حال حاضر در بوندس‌لیگا بازی می‌کند.

## تاریخ
در ۱۹۵۶ «سنترال استادیوم» اولیه افتتاح شد و در آن زمان با صد هزار نفر ظرفیت، بزرگ‌ترین ورزشگاه کل آلمان بود. با این حال در گذر سال‌ها استفاده از آن کاهش یافت و هزینهٔ نگه‌داری‌اش بسیار شد. در ۱۹۹۷ شهرداری لایپزیگ تصمیم گرفت، ورزشگاه جدیدی در دل ورزشگاه قبلی بسازد. ورزشگاه جدید از دسامبر ۲۰۰۰ تا مارس ۲۰۰۴ ساخته‌شد.
این ورزشگاه یکی از میزبانان جام جهانی ۲۰۰۶ بود و تنها میزبانی بود که در آلمان شرقی سابق قرار داشت. چهار بازی مرحلهٔ گروهی (یک بازی از هر گروه سه، چهار، هفت، هشت) در این ورزشگاه برگزار شد. از جمله بازی ایران و آنگولا که با نتیجهٔ ۱–۱ خاتمه یافت. بازی آرژانتین و مکزیک در مرحلهٔ یک هشتم نهایی نیز همین‌جا برگزار شد. در این بازی آرژانتین با گلی که در وقت‌های اضافه به ثمر رساند ۲–۱ پیروز شد.

## اکنون
در حال حاضر تمام بازی‌های تیم لایپزیگ در بوندس‌لیگا در این ورزشگاه انجام می شود.